# Sarmentypnum luipichense
Sarmentypnum luipichense là một loài Rêu trong họ Amblystegiaceae. Loài này được (R.S. Williams) Hedenas mô tả khoa học đầu tiên năm 2006.